# Canton de Nancy-3
Le canton de Nancy-3 est une circonscription électorale française du département de Meurthe-et-Moselle.

## Histoire
Un nouveau découpage territorial de Meurthe-et-Moselle entre en vigueur à l'occasion des élections départementales de 2015. Il est défini par le décret du 26 février 2014, en application des lois du 17 mai 2013 (loi organique 2013-402 et loi 2013-403). Les conseillers départementaux sont, à compter de ces élections, élus au scrutin majoritaire binominal mixte. Les électeurs de chaque canton élisent au Conseil départemental, nouvelle appellation du Conseil général, deux membres de sexe différent, qui se présentent en binôme de candidats. Les conseillers départementaux sont élus pour 6 ans au scrutin binominal majoritaire à deux tours, l'accès au second tour nécessitant 12,5 % des inscrits au 1er tour. En outre la totalité des conseillers départementaux est renouvelée. Ce nouveau mode de scrutin nécessite un redécoupage des cantons dont le nombre est divisé par deux avec arrondi à l'unité impaire supérieure si ce nombre n'est pas entier impair, assorti de conditions de seuils minimaux. En Meurthe-et-Moselle, le nombre de cantons passe ainsi de 44 à 23.
Le canton de Nancy-3 est formé d'une fraction de la ville de Nancy. Il est entièrement inclus dans l'arrondissement de Nancy. Le bureau centralisateur est situé à Nancy.

## Représentation
| Période élective | Période élective | Mandat | Mandat   | Identité        | Nuance | Nuance | Qualité |
| ---------------- | ---------------- | ------ | -------- | --------------- | ------ | ------ | --- |
| 2015             | 2021             | 2015   | 2021     | Nicole Creusot  |        | PS     | Retraitée de l'enseignement Ancienne conseillère générale du Canton de Nancy-Sud (2004-2015) Conseillère municipale de Nancy (2001-2020) adjointe au maire de Nancy depuis 2020 13e vice-présidente déléguée à l’enseignement supérieur et à la culture. |
| 2015             | 2021             | 2015   | 2021     | Frédéric Maguin |        | DVG    | Editeur à Nancy, adjoint au maire de Nancy |
| 2021             | 2028             | 2021   | en cours | Lionel Adam     |        | DVG    | Salarié du privé, adjoint au maire de Nancy |
| 2021             | 2028             | 2021   | en cours | Silvana Silvani |        | PCF    | Sénatrice |

### Résultats détaillés

#### Élections de mars 2015
À l'issue du 1er tour des élections départementales de 2015, deux binômes sont en ballottage : Nicole Creusot et Frédéric Maguin (Union de la Gauche, 33,33 %) et Patrick Baudot et Valérie Jurin (Union du Centre, 30,06 %). Le taux de participation est de 47,03 % (7 821 votants sur 16 629 inscrits) contre 48,16 % au niveau départemental et 50,17 % au niveau national.
Au second tour, Nicole Creusot et Frédéric Maguin (Union de la Gauche) sont élus avec 50,81 % des suffrages exprimés et un taux de participation de 44,47 % (3 501 voix pour 7 395 votants et 16 628 inscrits).
Frédéric Maguin a été exclu d'EELV en décembre 2019.

#### Élections de juin 2021
Le premier tour des élections départementales de 2021 est marqué par un très faible taux de participation (33,26 % au niveau national). Dans le canton de Nancy-3, ce taux de participation est de 31,34 % (5 252 votants sur 16 759 inscrits) contre 29,74 % au niveau départemental. À l'issue de ce premier tour, deux binômes sont en ballottage : Lionel Adam et Silvana Silvani (Union à gauche avec des écologistes, 46,71 %) et Jean-François Gabriel et Prisca Millet (Union au centre et à droite, 18,51 %).
Le second tour des élections est marqué une nouvelle fois par une abstention massive équivalente au premier tour. Les taux de participation sont de 34,36 % au niveau national, 30,76 % dans le département et 32,04 % dans le canton de Nancy-3. Lionel Adam et Silvana Silvani (Union à gauche avec des écologistes) sont élus avec 57,62 % des suffrages exprimés (2 922 voix pour 5 371 votants et 16 762 inscrits),,.

## Composition
| Nom                           | Code Insee | Intercommunalité         | Superficie (km2) | Population (dernière pop. légale)                 | Densité (hab./km2) | Modifier                                    |
| ----------------------------- | ---------- | ------------------------ | ---------------- | ------------------------------------------------- | ------------------ | ------------------------------------------- |
| Nancy (bureau centralisateur) | 54395      | Métropole du Grand Nancy | 15,01            | Fraction : 36 757 (2022) Commune : 104 387 (2022) | 6 954              | modifier les données · modifier les données |
| Canton de Nancy-3             | 5414       |                          |                  | 36 757 (2022)                                     |                    | modifier les données                        |

## Démographie
En 2022, le canton comptait 36 757 habitants, en évolution de +3,22 % par rapport à 2016 (Meurthe-et-Moselle : −0,13 %, France hors Mayotte : +2,11 %).
| 2013   | 2018   | 2022   |
| ------ | ------ | ------ |
| 35 674 | 36 043 | 36 757 |